# Yoidore Tenshi
Yoidore Tenshi (酔いどれ天使: L'àngel ebri) és una pel·lícula japonesa dirigida per Akira Kurosawa, amb Toshirō Mifune com a actor principal. Aquesta fou la primera de les setze col·laboracions entre director i actor. Va ser estrenada l'any 1948.
Produïda durant l'ocupació nord-americana al Japó, el guió de Yoidore Tenshi va haver de passar per una junta de censura del govern dels Estats Units. La junta no va permetre que les crítiques a l'ocupació es mostressin en pel·lícules japoneses en aquell moment. Es considerada la primera pel·lícula que mostra els yakuza de la postguerra; tot i que no segueix els temes habituals del gènere de pel·lícules de yakuza.

## Sinopsi
Sanada és un metge amb un caràcter molt peculiar, que duu a terme una obstinada lluita contra les malalties i que té el costum de consumir alcohol. Aquest home viu i treballa en un barri perifèric del Tòquio de postguerra. Allí coexisteixen la llei de la màfia i la d'una democràcia en formació. Un dia, el doctor rep a altes hores de la nit un home que li demana que li guareixi una ferida a la seva mà que es va fer tot copejant una porta; després aclareix que la porta tenia un clau. La sospita que el doctor mostra en els seus gestos es reafirma després en extreure de la mà una bala. El ferit es diu Matsunaga, també amb un caràcter peculiar, i és un cap de la màfia local. Després d'extreure la bala i realitzar altres revisions mèdiques, Sanada descobreix que Matsunaga té tuberculosi i a partir d'aquest diagnòstic comença a construir-se una difícil relació entre aquestes dues persones.

## Anàlisi
El títol de la pel·lícula semblaria referir-se al doctor Sanada, un home dedicat a guarir i enfrontar les malalties amb una tenacitat i desinterès per la riquesa material admirables. No obstant això, el nostre àngel no és perfecte, com gairebé tots els personatges de Kurosawa, sinó un home més proper a la realitat, és a dir, dotat de virtuts, però posseïdor també de vicis i capaç de cometre errors.
En aquest sentit, L'àngel ebri és una altra notable càtedra de valors morals en estat pur del mestre del setè art Akira Kurosawa. Una obra que a més de presentar un missatge moral valuosíssim, també ve fortament carregada dels rics matisos que té la vida. Des de la senzillesa, Kurosawa aconsegueix en aquest film la complexitat i la profunditat dels temes que tracta.
Encara que necessàriament hàgim de referir-nos al gènere com a drama, L'àngel ebri és en realitat una obra fora de l'estereotip de qualsevol gènere. Al costat del drama podem veure l'ambientació general i altres elements característics del film noir, com també subtils notes d'un intel·ligent humor, que no és humor negre, sinó que compleix el paper de trencar amb la progressió depressiva del drama. En la pel·lícula són freqüents els canvis bruscos de successos, passant de situacions pacífiques a violentes i de situacions no conflictives a altres difícils de tractar.